# Dagschaduw
Dagschaduw (originele titel Noonshade) is een fantasyboek van James Barclay. Het is het tweede boek van de trilogie De Kronieken van de Raven. Dagschaduw is in 2000 gepubliceerd in Engeland en maart 2006 vertaald in het Nederlands.

## Inhoud
Na de strijd met de heksenmeester in het eerste boek Dauwdief is een scheur ontstaan tussen de dimensies die leidt naar het land van de draken. De Raven spannen zich met de draak Sha-Kaan in om de scheur te sluiten.